# Maria Krabbe
Maria Johanna Krabbe (Den Haag, 8 mei 1889 - 15 juli 1965) was een Nederlands logopediste. Eind veertigerjaren richtte ze "Instituut voor het Beelddenken" op.

## Biografie
Na een studie spraakleer heeft Krabbe een praktijk waar ze stoteraars en astmapatiënten behandeld.  Zij kwam in 1929 in aanraking met een intelligente jongen die op het lyceum „onbegrijpelijke” taalmoeilijkheden had. Zij herleidde deze moeilijkheden tot een vorm van „woordblindheid” en bedacht voor de opheffing hiervan de „kompensatiemetode”, waarover ze in 1931/1933 publiceerde. Hierna volgde meerdere publicaties en lezingen. Onder andere schreef ze in 1948 in Paedagogische studiën "Wat kan het Middelbaar Onderwijs voor de beelddenkende leerlingen doen?" In 1951 volgt een boek "Beelddenken en woordblindheid".
Het archief van Maria Johanna Krabbe ligt bij het Internationaal Archief voor de Vrouwenbeweging.

## Familie
Krabbe is dochter van Hugo Krabbe en Adriana Petronella Anna Regina Tavenraat en tevens kleindochter van Johann Tavenraat.